# 케빈 개럿
케빈 개럿(Kevin Garrett, 1990년 2월 1일 ~ )은 미국의 싱어송라이터이다.